# Matawin (canton)
Pour les articles homonymes, voir Matawin.
Le canton Matawin est situé au nord de la rivière Matawin et à l'ouest de la rivière Saint-Maurice, dans le territoire non-organisé du Lac-Normand, dans la municipalité régional de comté (MRC) de Mékinac, en Mauricie, au Québec, au Canada. Ce canton inhabité est situé entièrement en milieu forestier.

## Geographie
De forme allongée, le canton Matawin s'avère l'extension par le nord du canton de Radnor. Le canton Matawin est situé à environ 40 km au nord-ouest de Grand-Mère (Québec). La rivière Matawin traverse la partie sud-est du canton. Cette rivière constitue la limite nord du Parc national de la Mauricie. Ces deux cantons s'avèrent une prolongation par le nord de la seigneurie Champlain. Ces deux cantons sont situés entre les seigneuries du Cap-de-la-Madeleine (à l'ouest) et de Batiscan (à l'est). Plusieurs plans d'eau parsèment le territoire du canton Matawin dont les lacs Fraser, Swasey, Inman et Dunbar.

## Toponymie
Cette entité cadastrale, dénommée peu avant 1920, tire son nom de la rivière Matawin. Proclamation: 7 mars 1945.
Le toponyme "Canton Matawin" a été inscrit le 5 décembre 1968 à la Banque des noms de lieux de la Commission de toponymie du Québec.